# Janjina
Janjina (it. Jagnina) ist eine Gemeinde in der Gespanschaft Dubrovnik-Neretva, Kroatien.
Die Gemeinde liegt auf der Halbinsel Pelješac nahe der Grenze zu Bosnien und Herzegowina. Janjina besitzt einen kleinen Fischerhafen und hat 551 Einwohner, die fast alle Kroaten sind.
Janjina wurde 1997 selbständig. Vorher hatte der Ort zur Gemeinde Ston gehört.

## Ortsteile
Einwohner laut Volkszählung 2011:
- Drače – 93
- Janjina – 203
- Osobjava – 36
- Popova Luka – 27
- Sreser – 192